# 加拉湖國家公園
40°46′07″N 26°11′08″E / 40.76861°N 26.18556°E

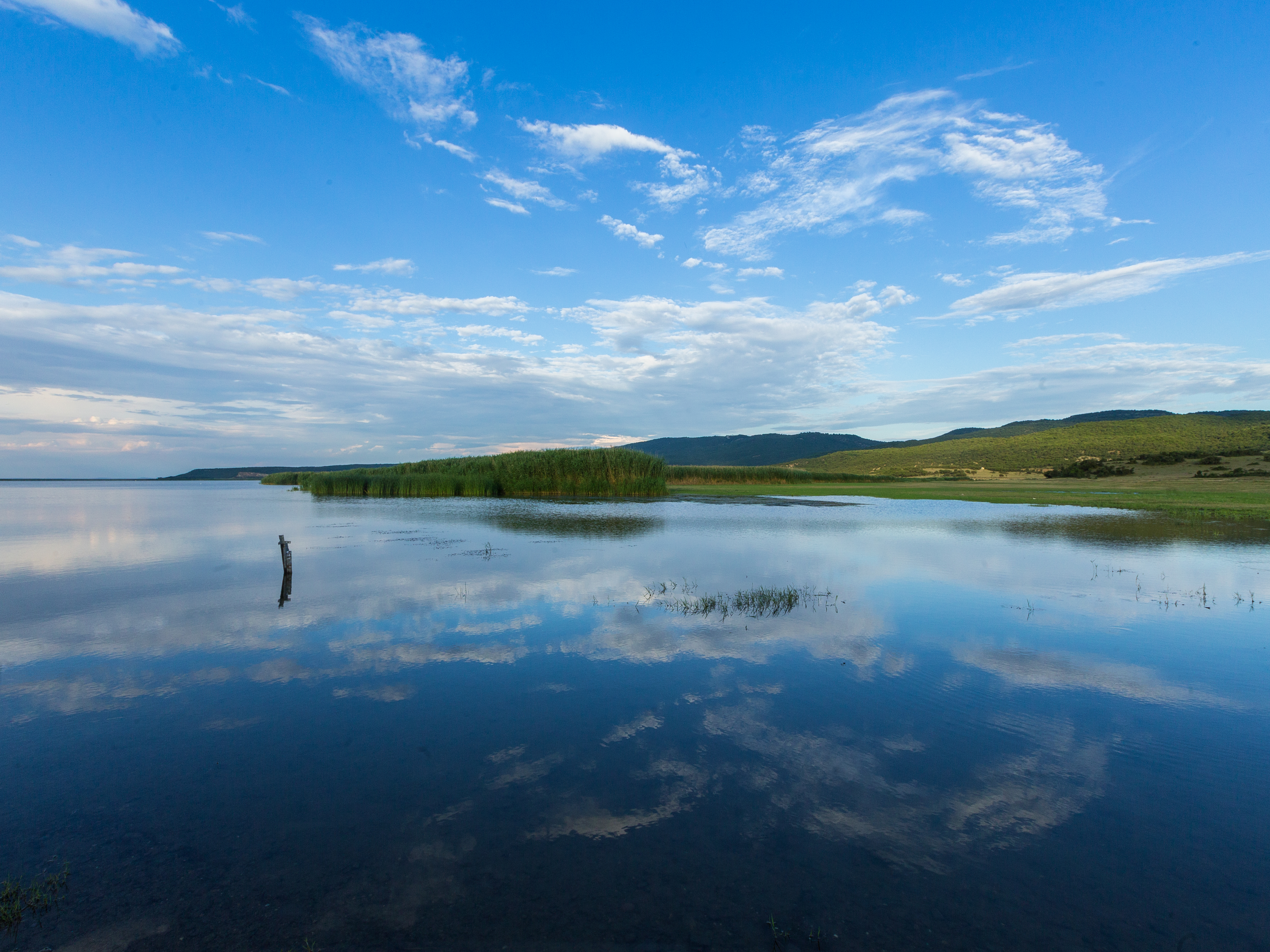

加拉湖國家公園是土耳其的國家公園，位於該國西北部埃迪爾內省，成立於2005年3月5日，面積61平方公里，有163種鳥類和16種魚類棲息。